# Apeadero de Alvito
El Apeadero de Alvito, también conocido como Estación de Alvito, es una infraestructura de la Línea de Alentejo, que sirve al Ayuntamiento con el mismo nombre, en el Distrito de Beja, en Portugal.

## Características

### Servicios
Esta plataforma era servida, en enero de 2012, por convoyes regionales e Intercidades de la operadora Comboios de Portugal.

## Historia
El tramo entre Vendas Novas y Beja, en el cual el Apeadero se inserta, abrió a la explotación en el primer semestre de 1864.
En 1902, esta plataforma, que en ese momento tenía la clasificación de Estación, fue objetivo de varias mejoras.
Este apeadero estaba sin servicios ferroviarios a 10 de mayo de 2010, para proceder a obras de remodelación en la Línea de Alentejo, llevadas a cabo por la Red Ferroviaria Nacional; no obstante, debido a las protestos de los usuarios y ayuntamientos, el 14 de  junio del mismo año, la operadora Comboios de Portugal decidió retomar el servicio regional entre Beja y Alcazobas.